# Bert Schmelzer
Bert Schmelzer jr. (1983) is een Belgisch zweefvliegpiloot.

## Levensloop
Schmelzer is afkomstig uit Wommelgem en groeide op in een familie die een belangrijke bijdrage leverde aan de ontwikkeling van de Belgische zweefvliegsport. Hij leerde zweefvliegen te Keiheuvel in Balen en voerde zijn eerste solovlucht uit op 14-jarige leeftijd. Schmelzer studeerde aan de Katholieke Universiteit Leuven, alwaar hij afstudeerde als burgerlijk ingenieur-architect.
In 2014 werd hij wereldkampioen zweefvliegen in de 'Standard'-klasse in het Finse Räyskälä. Hij haalde er met zijn Schempp-Hirth Discus-2 een gemiddelde snelheid van 115 km/h.
Hij is woonachtig te Zürich en werkzaam als architect.